# Transports dans le Nord

Les transports dans le département français du Nord sont denses, en corrélation avec le poids démographique et économique de ce département. Si la métropole de Lille concentre une partie des infrastructures destinées au trafic de longue distance (aéroport, gare TGV reliée à de nombreuses métropoles françaises et européennes), d'importants réseaux d'autoroutes, de voies rapides et de voies ferrées relient les principaux centres urbains du Nord et les connectent à la proche Belgique. Le département est également l'un des premiers de France pour le trafic maritime et fluvial.

## Transport routier

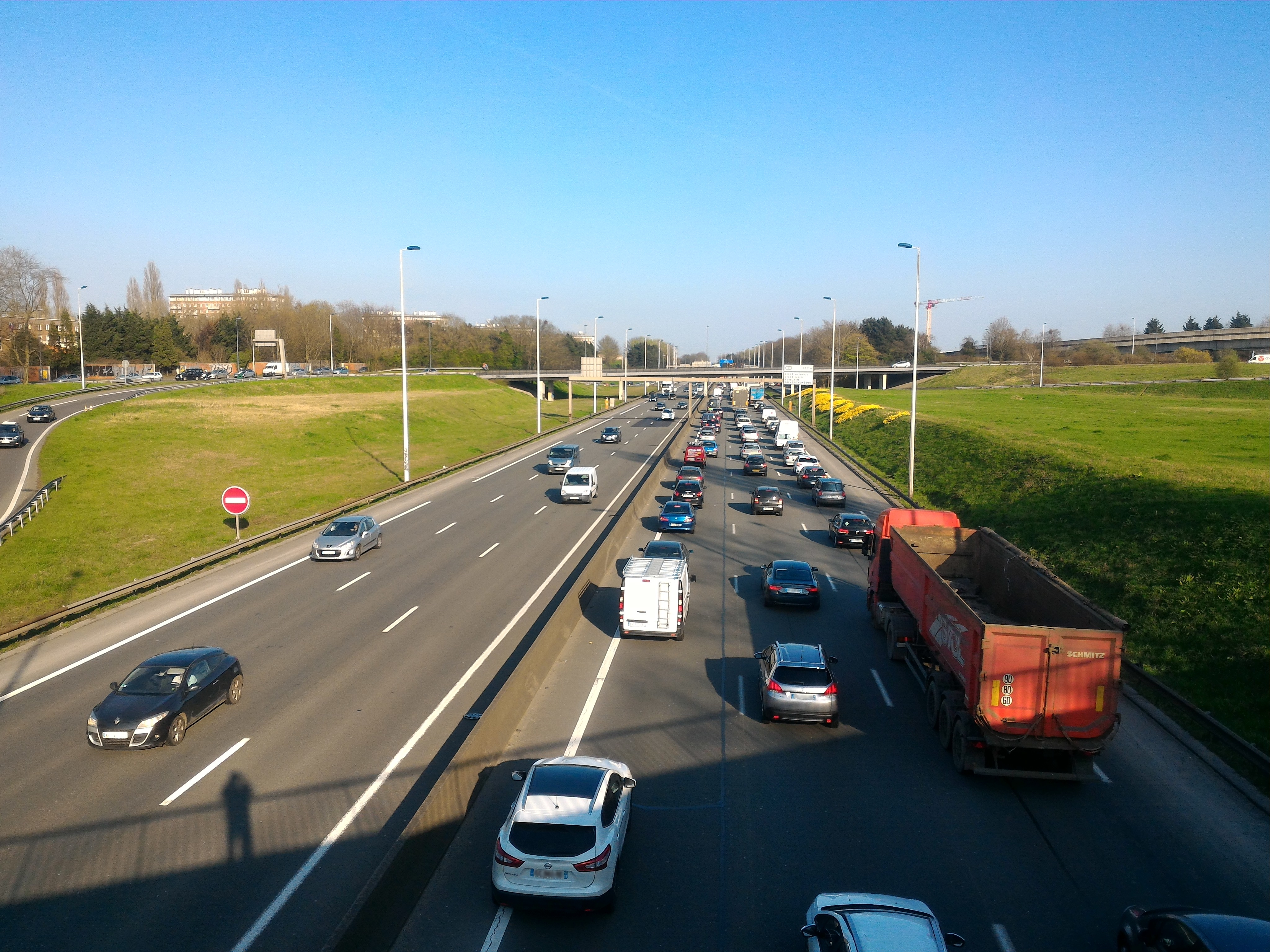
L'autoroute A25 au niveau du périphérique de Lille.

### Infrastructures routières
Dès l'Antiquité, le territoire de l'actuel département du Nord est un carrefour. Plusieurs voies romaines puis chaussées Brunehault se rejoignent à Bavay et permettre de relier, entre autres, la Champagne, la Picardie, la Germanie et le port de Boulogne-sur-Mer.
Trois axes autoroutiers et un axe routier relient Paris au département et au-delà à la Belgique : du nord-ouest au sud-est, les autoroutes A16, A1 et A2 desservent respectivement Dunkerque, Lille, Cambrai et Valenciennes, tandis qua la route nationale 2, qui doit progressivement être aménagée en voie rapide à 2x2 voies, dessert Maubeuge. Perpendiculairement à ces axes, l'itinéraire constitué par les voies rapides et autoroutes N225, A25, A23 et D649 relie entre elles les principales agglomérations du département, Dunkerque, Armentières, Lille, Valenciennes et Maubeuge. 
En plus de cette structure principale, d'autres axes, au rôle plus local mais parfois aussi fréquentés, assurent entre autres la desserte de Douai et du Bassin minier (autoroute A21) ou des relations à l'intérieur de la conurbation lilloise et entre celle-ci et la Belgique (autoroutes A22 et A27).
Ce réseau, presque entièrement non concédé et gratuit, connaît un trafic important et des embouteillages en heure de pointe près des principales villes, ce qui explique qu'il existe plusieurs projets d'élargissement ou d'adaptation des modalités de régulation du trafic, notamment à Lille. Le projet d'autoroute A24 ambitionne de désaturer l'autoroute A1 et la métropole de Lille en basculant une partie du trafic sur un nouvel axe entre Amiens et la Belgique.

### Transport collectif de voyageurs
Le Nord est desservi par le réseau de transport routier Arc-en-Ciel, initialement organisé par le département du Nord, repris depuis 2017 par la région Hauts-de-France sous le même nom. Le réseau est organisé en quatre secteurs géographiques, correspondant à chacune des quatre zones du département hors ressort territorial des autorités organisatrices de la mobilité  qui couvrent une large part du département. Au total, plus d'une centaine de lignes sont exploitées dans le département. 

## Transport ferroviaire

### Historique

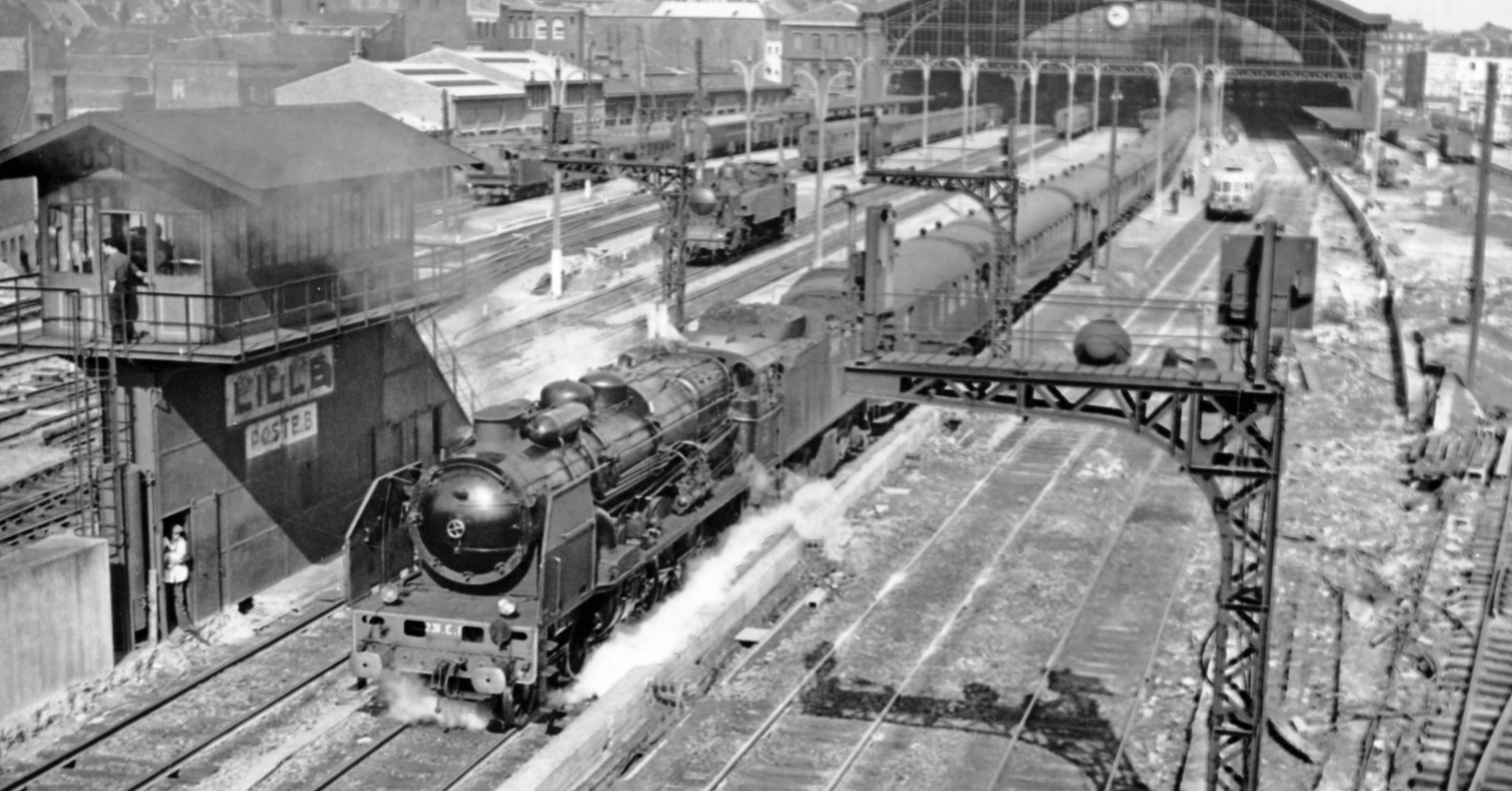
Un express pour Paris quitte la gare de Lille pendant les travaux d'électrification, en 1957.

Le chemin de fer d'intérêt général est apparu dans le département en 1842, avec l’ouverture de deux sections transfrontalières de Mouscron à Tourcoing (Lille l'année suivante) et de Mons à Valenciennes. En 1846, le grand axe de Paris à Lille et son antenne de Douai à Valenciennes sont ouverts. Le réseau d’intérêt général sera rapidement développé par la Compagnie des chemins de fer du Nord, dans ce département précocement urbanisé et industrialisé. En 1880, le chemin de fer d’intérêt général assure déjà un maillage important du département, en desservant notamment Armentières, Avesnes-sur-Helpe, Bailleul, Cambrai, Le Cateau-Cambrésis, Comines, Cysoing, Douai, Dunkerque, Gravelines, Halluin, Hazebrouck, Le Quesnoy, Lille, Marchiennes, Maubeuge, Merville, Mortagne-du-Nord, Orchies, Roubaix, Saint-Amand-les-Eaux, Solesmes, Somain, Tourcoing et Valenciennes. Ce réseau continuera à s'étoffer jusqu'à la veille de la Première Guerre mondiale. Au dense réseau d'intérêt général, en particulier dans la région lilloise et dans le Bassin minier, s'ajoutera de nombreuses voies ferrées industrielles assurant la desserte des mines et usines de la région.
Le Nord a également été desservi très tôt par de multiples chemins de fer d’intérêt local, souvent à l'initiative des industriels locaux, et des chemins de fer à vocation principalement industrielle mais qui accueillaient des voyageurs. Si la plupart de ces lignes primitives ont ensuite été reclassées dans le réseau d'intérêt général, la ligne de Somain à Péruwelz est restée exploitée de son ouverture en 1838 (quatre ans avant la première ligne d'intérêt général) à sa fermeture en 1989 par la Compagnie des mines d'Anzin puis Charbonnages de France après la nationalisation. Les chemins de fer d'intérêt local se sont ensuite surtout développés dans les années 1880, 1890 et 1900. À la veille de la Première Guerre mondiale, de multiples compagnies se partageaient l'un des réseaux d’intérêt local les plus longs mais aussi les plus fractionnés de France : 
- La Société des chemins de fer du Cambrésis exploite à partir de 1881 une centaine de kilomètres de voies à écartement métrique autour de Caudry ;
- La Société des Tramways de Valenciennes à Anzin et extensions puis les Chemins de fer économiques du Nord exploitent à partir de 1881 un long réseau de tramway à vocation mixte urbaine et interurbaine dans le Valenciennois mais aussi entre Armentières et Halluin ;
- La Compagnie des Chemins de fer des Flandres ouvre en 1894 le chemin de fer de Hazebrouck à Bergues et Hondschoote, à écartement métrique, repris en 1919 par la Compagnie générale de voies ferrées d'intérêt local ;
- La Compagnie du Chemin de fer de Bettrechies à Hon et Bavay ouvre en 1895 les deux lignes éponymes à écartement standard, reprises en 1921 par la Compagnie générale de voies ferrées d'intérêt local ;
- La Compagnie du Chemin de fer de Maubeuge à Villers-Sire-Nicole exploite la ligne éponyme à écartement métrique à partir de 1896 ;
- La Compagnie du chemin de fer de Pont-de-la-Deûle à Pont-à-Marcq ouvre en 1896 une ligne à écartement standard entre ces deux villes, reprise en 1921 par la Compagnie générale de voies ferrées d'intérêt local ;
- La Compagnie des Tramways de l'Artois exploite à partir de 1899 la ligne de tramway de Béthune à Estaires, à écartement métrique ;
- La compagnie des tramways de Cassel exploite à partir de 1900 la courte ligne de tramway reliant le centre-ville de Cassel à sa gare ;
- La Compagnie des chemins de fer d'intérêt local du Nord de la France ouvre en 1903 une ligne à écartement métrique entre Hondschoote et Bray-Dunes ;
- La Compagnie du Chemin de fer d'Aulnoye à Pont-sur-Sambre ouvre en 1904 une ligne à écartement standard entre ces deux villes, reprise en 1921 par la Compagnie générale de voies ferrées d'intérêt local ;
- La Compagnie du Chemin de fer d'Hazebrouck à Merville ouvre en 1906 une ligne à écartement métrique entre ces deux villes, reprise en 1920 par la Compagnie générale de voies ferrées d'intérêt local ;
- La Société générale des chemins de fer économiques ouvre à partir de 1907 un réseau à voie métrique long d'environ 150 kilomètres et divisé en deux groupes, un groupe nord autour de Bollezeele et un groupe sud autour de Solesmes ;
- La Société anonyme des tramways de Fourmies-Wignehies a également exploité à partir de 1884 la ligne de tramway de Fourmies à Wignehies, à écartement métrique, mais celle-ci a fermé précocement, dès 1903.

La fermeture de ces lignes a été progressive, certaines dès la Première guerre mondiale, d'autres dans la deuxième moitié du XXe siècle.
Les grands axes ferroviaires Paris-Lille et Paris-Bruxelles voient circuler dans l'Entre-Deux-Guerres un trafic dense assuré par certains des trains les plus performants de leur époque, mais il faudra attendre le milieu des années 1950 pour que soit entrepris l'électrification du réseau, après la levée du veto des autorités militaires. À partir des années 1970, le trafic de fret commence à baisser en lien avec la fermeture des mines, même s'il reste aujourd'hui plus important que dans la plupart des autres départements français. La dernière transformation importante du réseau ferroviaire survient en 1993 lors de l'ouverture de la LGV Nord : Lille n'est désormais qu'à une heure de Paris, et grâce au Tunnel sous la Manche et à la ligne vers Bruxelles, se trouve au carrefour des axes reliant les trois capitales Paris, Londres et Bruxelles.
|                                             |
| Le réseau ferroviaire à son apogée en 1913. |

|                                     |
| Le réseau ferroviaire de nos jours. |

|                                                    |
| Carte animée de l’évolution du réseau ferroviaire. |

### Situation actuelle

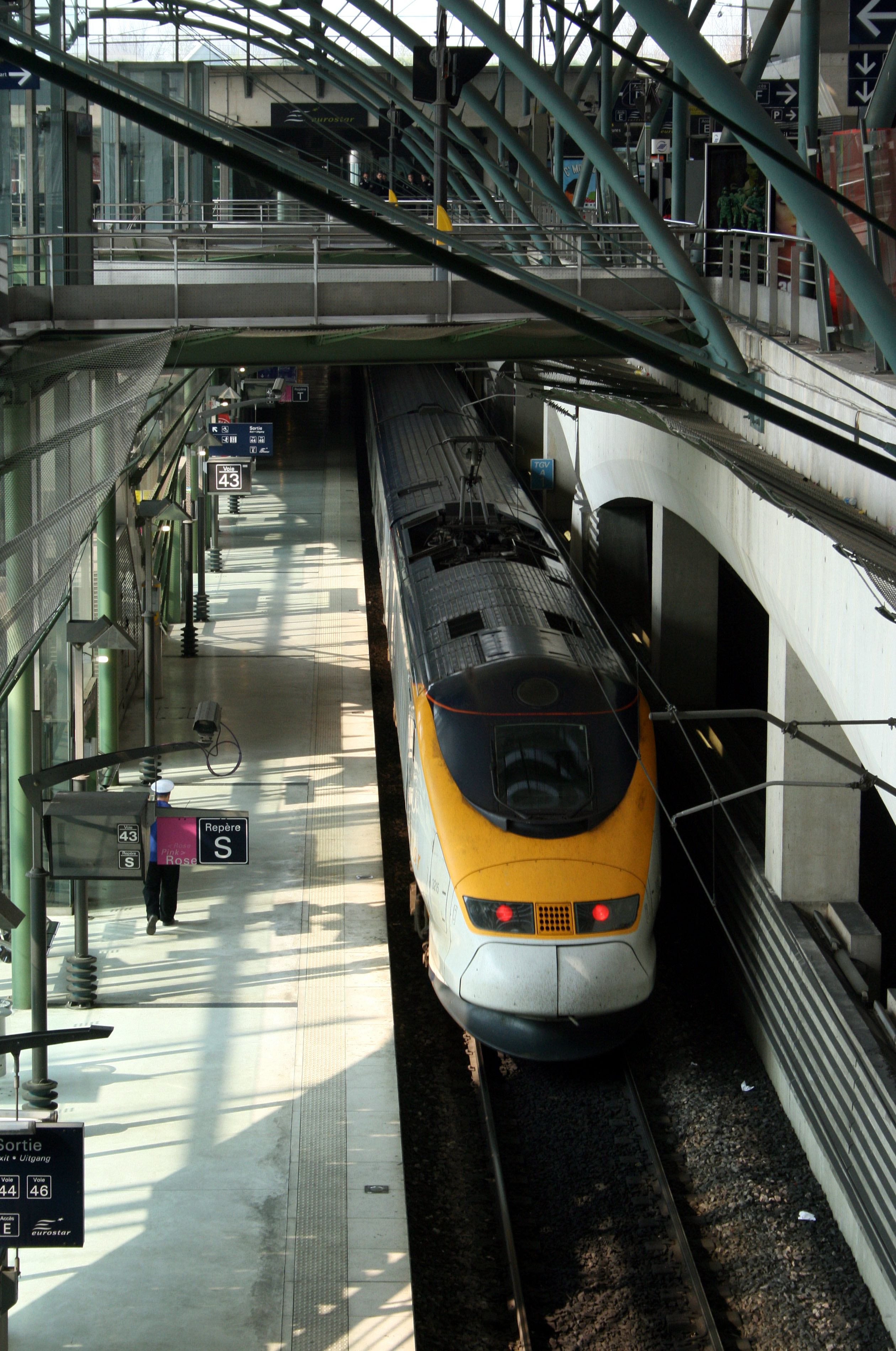
Une rame TGV TMST d'Eurostar en gare de Lille-Europe.

Bien que beaucoup de lignes aient été comme ailleurs fermées, le réseau ferroviaire du département du Nord reste dense : le département est celui qui compte le plus grand nombre de gares en France, le plus grand nombre de gares desservies par TGV toute l'année.
La gare de Lille-Flandres est la deuxième gare la plus fréquentée de province après Lyon-Part-Dieu, avec près de 22 millions de voyageurs en 2019. Sept autres gares dépassent un million de voyageurs annuels, Lille-Europe, Valenciennes, Douai, Dunkerque, Hazebrouck, Bailleul et Orchies.
La LGV Nord et ses trois branches de Lille à Paris, Bruxelles et au Tunnel sous la Manche constituent depuis 1993 l'armature du réseau ferroviaire longue distance dans la région. Elle permet à Lille de se placer au cœur du réseau européen à grande vitesse, avec des trains rapides et fréquents vers Paris-Nord, Londres-Saint-Pancras, Bruxelles-Midi, Strasbourg, Lyon-Part-Dieu, Marseille-Saint-Charles, Montpellier-Saint-Roch, Bordeaux-Saint-Jean, Nantes et Rennes. Des TGV relient également Paris-Nord à Tourcoing par Lille, Valenciennes par Douai et Dunkerque par Hazebrouck. Seul le sud-est du département n'est pas desservi par TGV mais par des TER rapides (anciennement des Intercités) depuis Paris-Nord.
Outre les trains à grande vitesse, le département est parcouru par un trafic dense de trains de fret et de TER Hauts-de-France, qui circulent sur des lignes presque intégralement électrifiées et à double voie.

## Transport maritime
La courte façade maritime du département lui suffit à posséder l'un des plus grands ports français, le Grand port maritime de Dunkerque. Celui-ci, situé sur l'une des voies maritimes les plus fréquentées au monde (la Manche), est principalement orienté vers l'énergie (pétrole, gaz, charbon) et le transport de passagers vers la Grande-Bretagne.

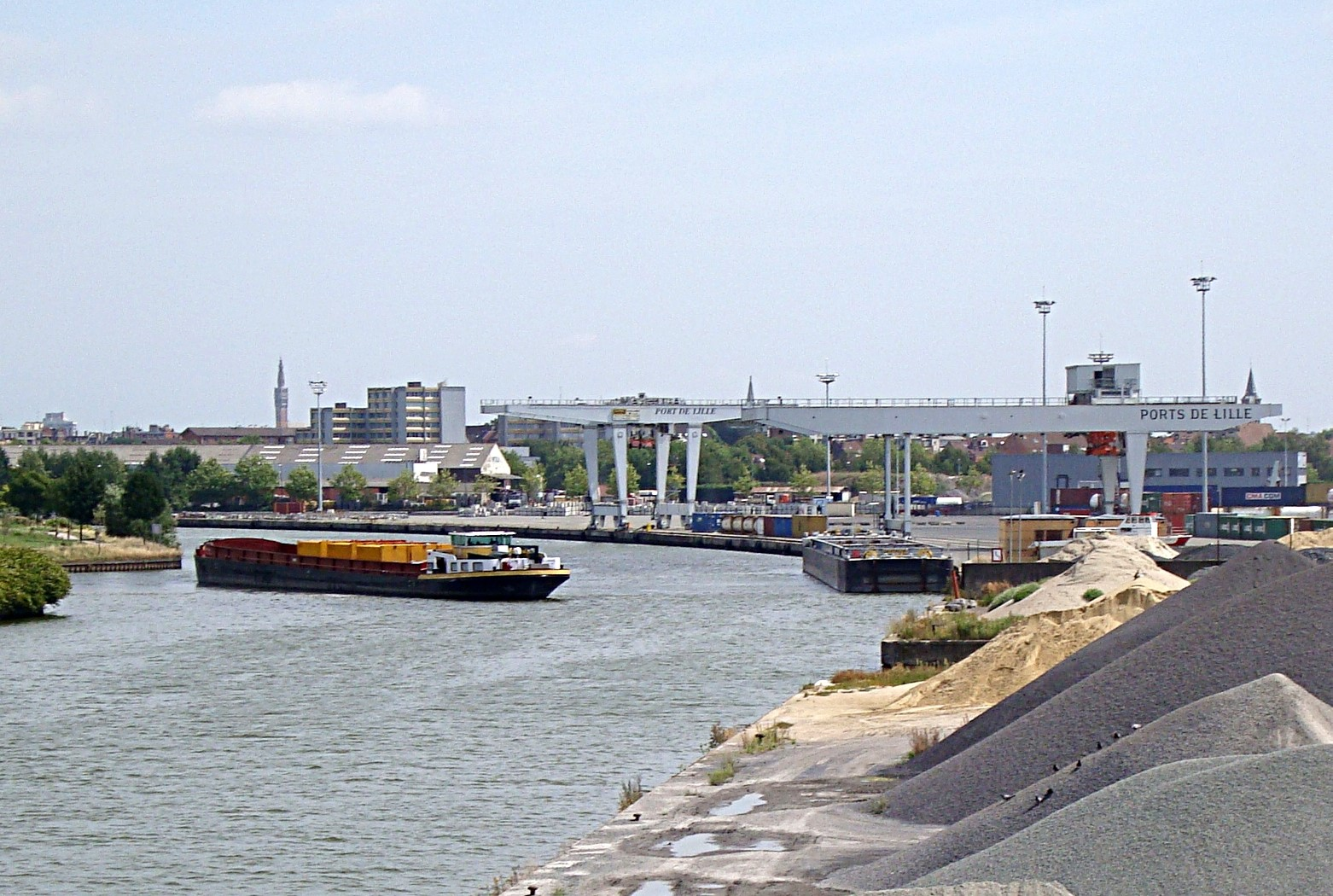
Le port de Lille.

## Transport fluvial
Le département possède un important réseau de canaux et cours d'eau canalisés : si ceux-ci sont mal reliés au reste du territoire français (d'où le projet de liaison Seine-Escaut à grand gabarit), ils sont interconnectés avec le réseau belge et au-delà, néerlandais et allemand. Le canal Dunkerque-Escaut (ou liaison Grand Gabarit) et la Deûle, tous deux accessibles aux bateaux de plus de 1500 tonnes (classe V CEMT), forment l'armature de ce réseau.
Le département est ainsi l'un de ceux qui connaissent le trafic fluvial le plus important. Les ports de Lille et Valenciennes sont parmi les principaux ports fluviaux de France.

## Transport aérien
L'aéroport de Lille-Lesquin est le principal aéroport du département, avec plus de deux millions de passagers en 2018. Une douzaine de compagnies aériennes le relient à divers aéroports français, européens et d'Afrique du Nord. Le trafic de  cet aéroport reste néanmoins contenu en raison de la proximité des aéroports de Paris-Charles-de-Gaulle et Bruxelles-National.
Les autres aéroports et aérodromes du département accueillent un trafic de loisirs, de tourisme et d'affaires : Cambrai-Niergnies, Dunkerque-Les Moëres, Lille-Marcq-en-Barœul, Maubeuge-Élesmes, Merville-Calonne et Valenciennes-Denain.

## Transports en commun urbains et périurbains

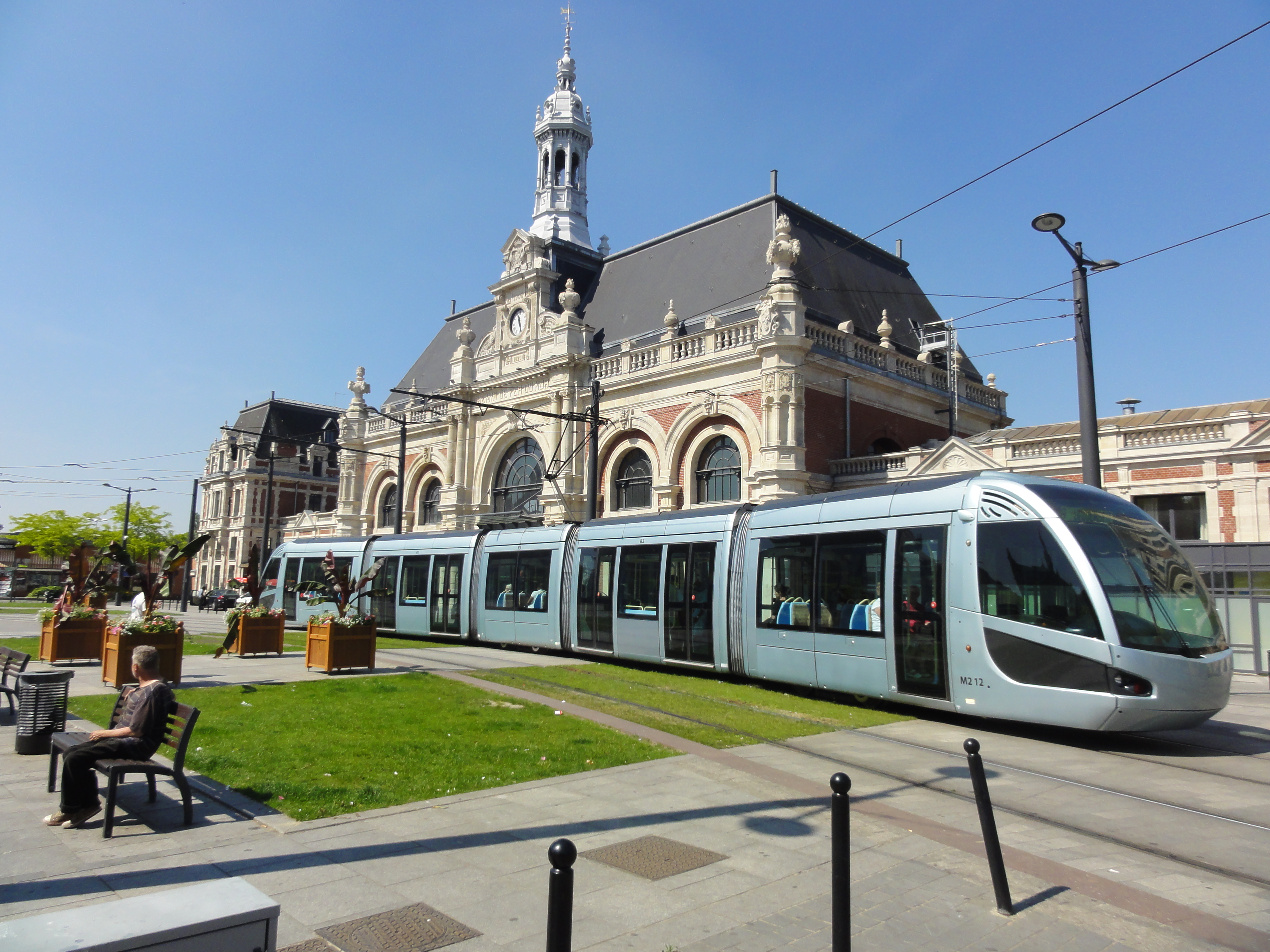
Un tramway devant la gare de Valenciennes.

La Métropole européenne de Lille, le Syndicat intercommunal de mobilité et d'organisation urbaine du Valenciennois (qui regroupe la Communauté d'agglomération Valenciennes Métropole et la Communauté d'agglomération de la Porte du Hainaut), la Communauté urbaine de Dunkerque, le Syndicat mixte des transports du Douaisis (qui regroupe Douaisis Agglo et la Communauté de communes Cœur d'Ostrevent), la Communauté d'agglomération de Cambrai, le Syndicat mixte de transports urbains de la Sambre (qui regroupe la Communauté d'agglomération Maubeuge Val de Sambre et les communes de Hargnies et La Longueville) et la Communauté d'agglomération du Caudrésis - Catésis sont autorités organisatrices de la mobilité sur leur territoire et organisent des services de transport dans leur ressort territorial. 
La métropole de Lille est desservie par le réseau Ilévia, qui exploite deux lignes de métro (premier réseau au monde à utiliser la technologie du VAL), le tramway du Grand Boulevard (l'une des trois seules lignes de tramway en France à avoir été exploitée sans interruption depuis le début du XXe siècle) et 140 lignes de bus dont certaines (« Lianes ») à haut niveau de service. Un nouveau réseau de tramway est en projet.
Le Valenciennois est desservi par le réseau Transvilles, qui exploite deux lignes de tramway (dont l'une à voie unique) et quelques dizaines de lignes de bus.
Les agglomérations de Dunkerque, Douai, Cambrai et Maubeuge ne sont desservies que par des réseaux de bus.
Plusieurs réseaux de tramway existaient dans le Nord à la fin du XIXe et au début du XXe siècle : outre les quatre réseaux distincts mais entremêlés du tramway de Lille, du tramway de Roubaix Tourcoing, du tramway du Grand Boulevard et de l'Électrique Lille Roubaix Tourcoing, des tramways roulaient à Valenciennes, Maubeuge, Cambrai et Dunkerque.

## Modes doux
Le département est traversé par plusieurs voies vertes, véloroutes et sentiers de grande randonnée.